# Necydalis atricornis
Necydalis atricornis là một loài bọ cánh cứng trong họ Cerambycidae.